# Jacobus Ferdinandus Saey

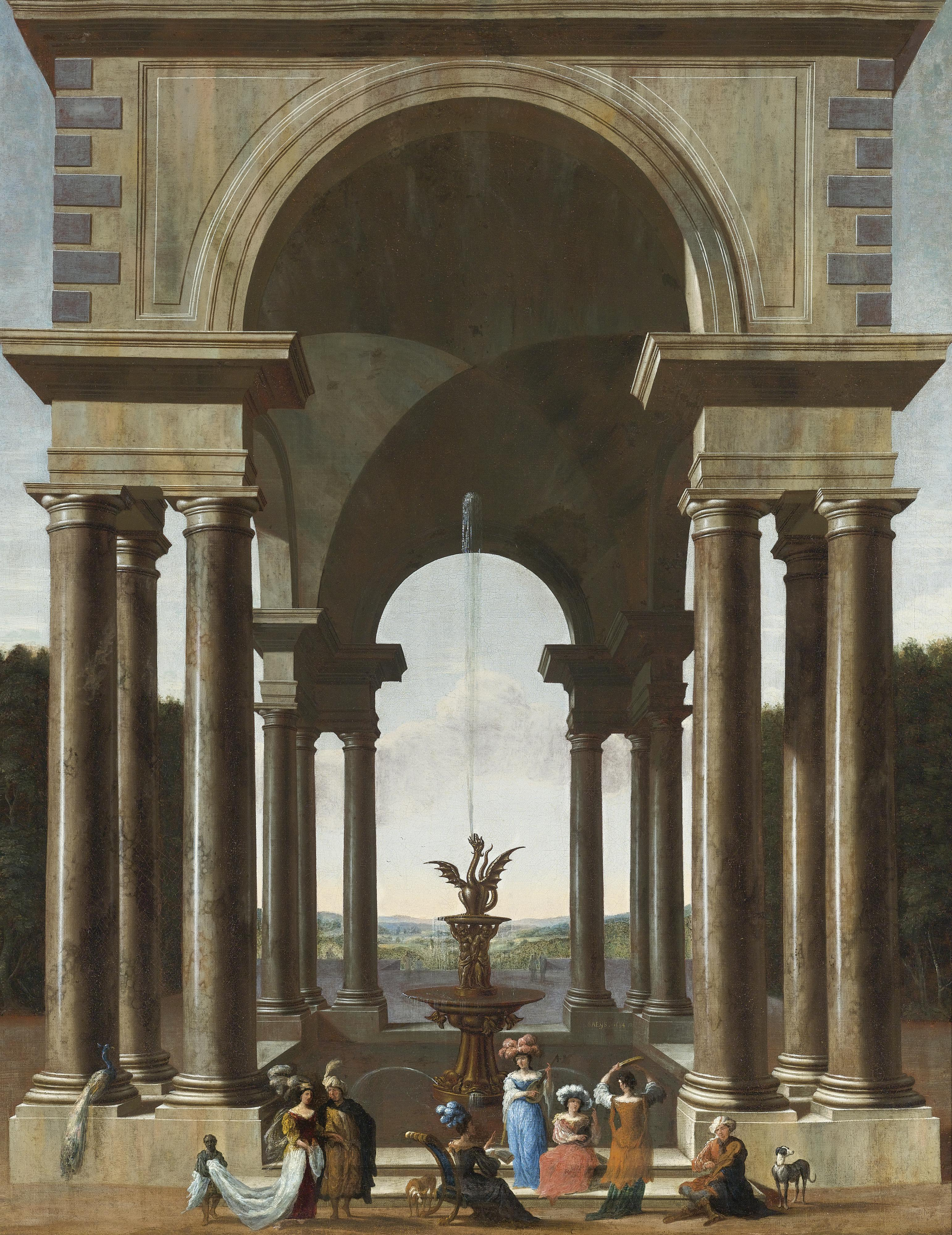
Un pórtico clásico con una elegante compañía reunida junto a una fuente

Jacobus Ferdinandus Saey o Jacob Ferdinand Saeys  (1658 - después de 1726) fue un pintor flamenco que se especializó en pinturas arquitectónicas que representaban compañías galantes en medio de palacios y edificios imaginarios del Renacimiento y el Barroco. Tras iniciar su carrera en Flandes, se trasladó a Viena, donde trabajó el resto de su vida. 

## Vida
Jacobus Ferdinandus Saey nació en Amberes. Posiblemente era primo del marchante de arte Jan Saey.  En 1672-1673 se convirtió en aprendiz del pintor de arquitectura y perspectiva Wilhelm Schubert van Ehrenberg.  Algunas fuentes afirman que van Ehrenberg era su tío. Se convirtió en maestro en el Gremio de San Lucas de Amberes en el año del gremio 1679-1680. Todavía estaba registrado en los registros del gremio de Amberes en 1681. El último registro sobre él en Flandes lo sitúa en Malinas en 1684.

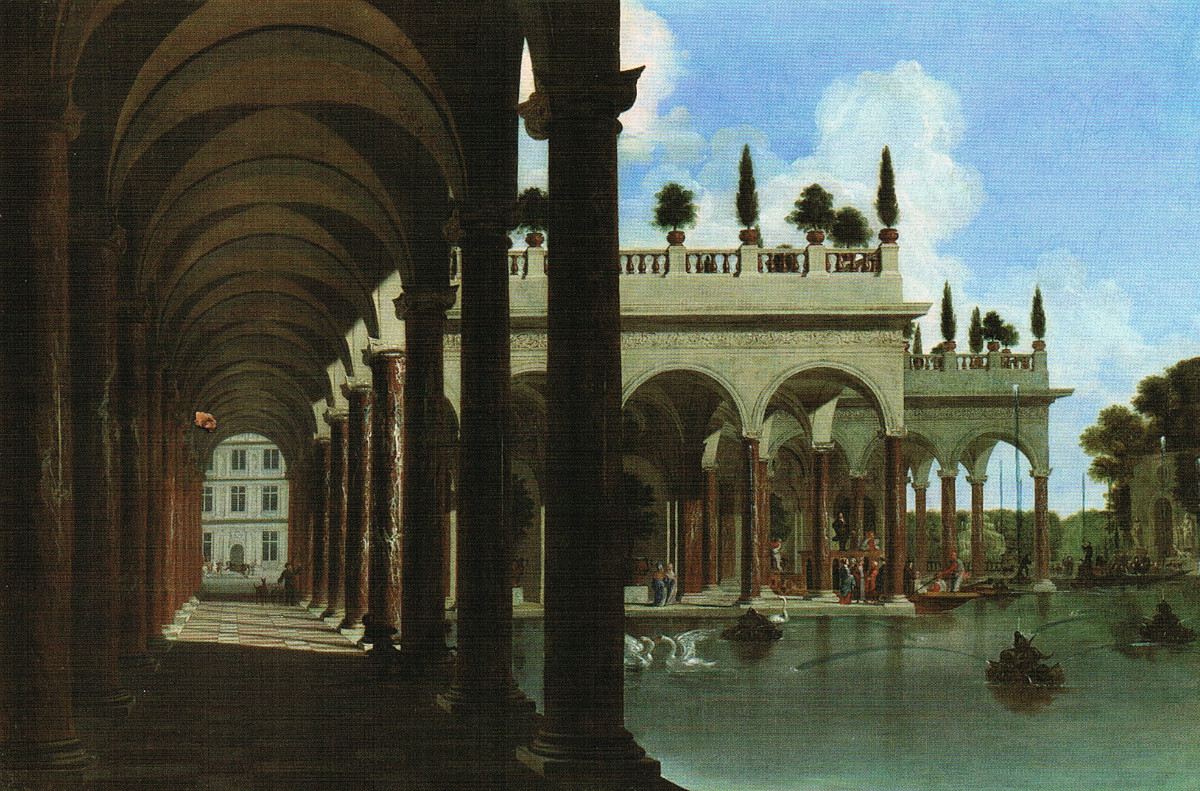
Capricho arquitectónico con un estanque

El siguiente registro sobre el artista se refiere a su matrimonio con Maria von Risman en Viena en 1694. Se sabe que estuvo activo en Viena durante varios años antes de su matrimonio. Vivió en el barrio vienés de Leopoldstadt. Parece que se mantuvo en contacto con miembros de la comunidad flamenca de Viena. El pintor Peter Schubart von Ehrenberg, hijo del maestro de Saey, Wilhelm Schubert van Ehrenberg, y el pintor Johannes Erasmus de Crefft fueron los testigos de su boda. El pintor flamenco Anthoni Schoonjans fue uno de los padrinos del bautizo de su hija Antonia Catharina.
Todavía estaba registrado en Viena en 1726. Se desconoce la fecha y el lugar de su muerte.

## Obra

### General

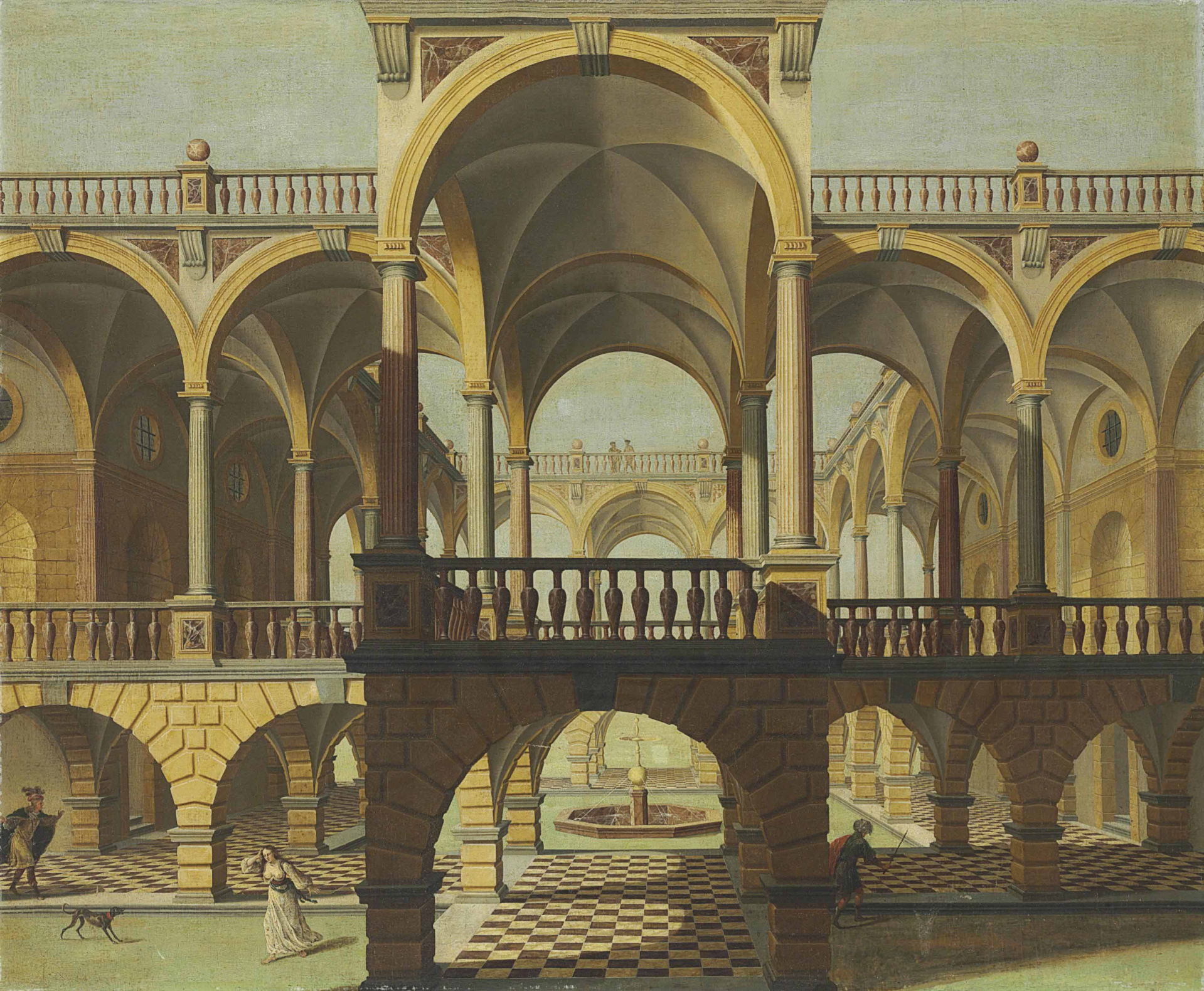
Capricho de un patio con columnas

Jacobus Ferdinandus Saey estuvo influenciado en su temática por su maestro Wilhelm Schubert van Ehrenberg, que pintaba principalmente escenas arquitectónicas de iglesias reales e imaginarias, palacios renacentistas y galerías de arte. A diferencia de su maestro, que ocasionalmente pintaba los interiores de edificios reales existentes, Saey se concentró sobre todo en estructuras imaginarias y escenarios exteriores con elegantes compañías congregadas de manera informal.
Saey era especialmente hábil en el uso de la perspectiva y la representación realista de diferentes materiales, en particular el mármol de las columnas. Son características de su obra los recurrentes suelos ajedrezados y su dramático uso de la luz. Colaboró regularmente con otros artistas, entre ellos Hieronymus Janssens, que pintó el personal de su obra.
Como Saey rara vez, de hecho casi nunca, firmaba sus cuadros, es difícil diferenciar su producción artística de la de otros dos pintores flamencos aún más raros que trabajaban casi exactamente en el mismo estilo: su contemporáneo Jacob Balthasar Peeters y un alumno de Peeters llamado Jan Baptist van der Straeten.

### Tema
La obra de Saey parece inspirarse en la del pintor de arquitectura italiano Viviano Codazzi, que a su vez había recibido la influencia de los pintores de género flamencos y holandeses activos en Roma, conocidos como los Bamboccianti, que también pintaban escenas arquitectónicas con figuras. Hay algunas diferencias importantes con las obras de estos artistas. A diferencia de ellos, Saey suele representar edificios imaginarios en lugar de las vistas arquitectónicas o urbanas más realistas de Codazzi y los Bamboccianti. Las figuras de Saey no son las personas comunes de Roma que se dedican a sus actividades cotidianas, preferidas por los Bamboccianti, sino personas elegantes, a menudo con atuendos exóticos, que participan en alguna actividad cortesana o artística.

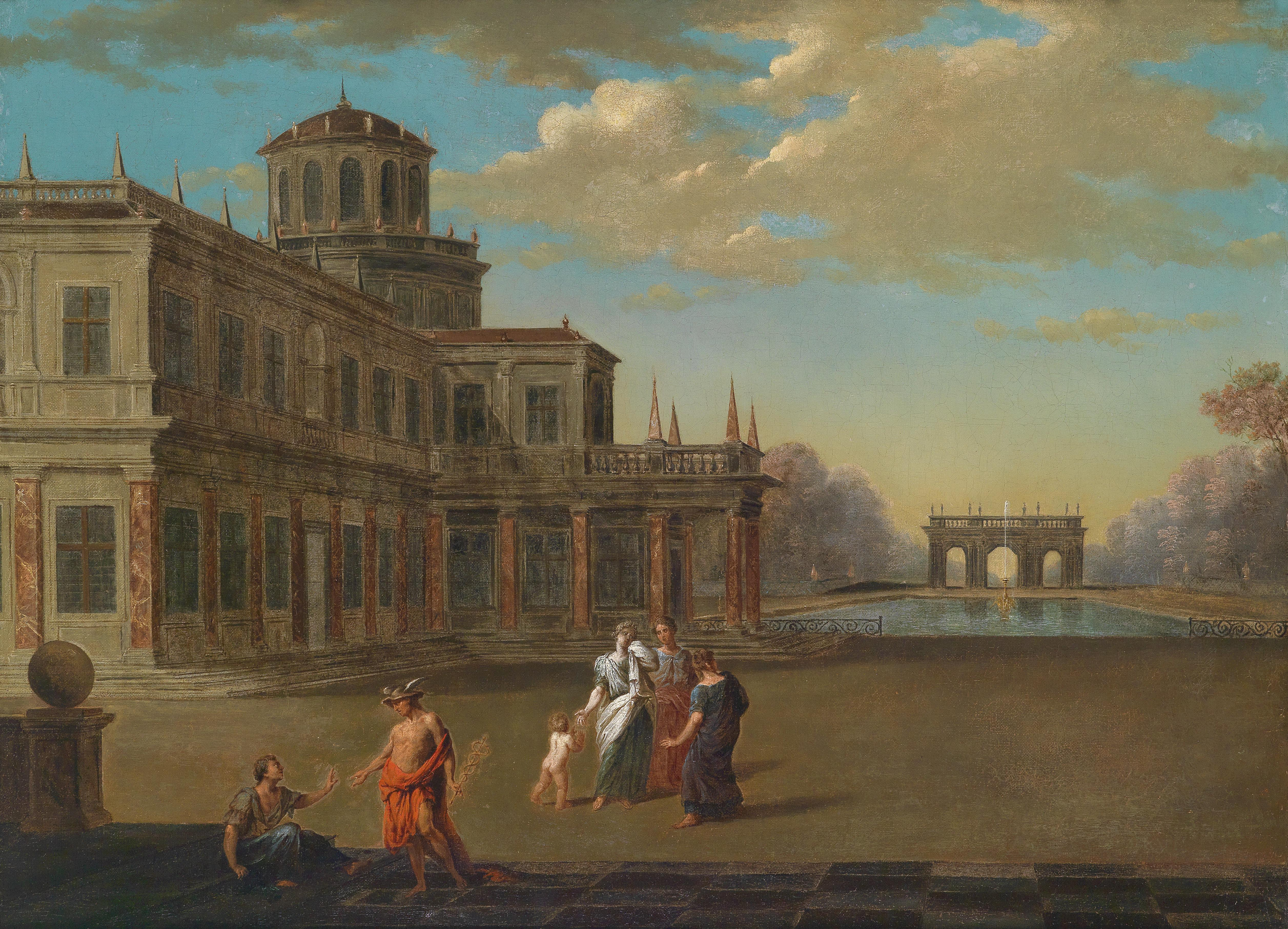
Palacio barroco con Hermes entregando un mensaje

Algunas de las escenas arquitectónicas de Saey parecen representar temas de la mitología o de la Biblia, mientras que otras pueden representar simplemente algún entretenimiento o historia en la que intervienen figuras fantásticas imaginadas por el artista. Por ejemplo, su Palacio barroco con Hermes entregando un mensaje (en la venta del Dorotheum del 12 de diciembre de 2011, Viena, lote 25) representa una escena mitológica, mientras que su Salomón y la reina de Saba (venta del Lempertz del 20 de mayo de 2017, Colonia, lote 1103) representa una escena bíblica. Algunas obras parecen estar relacionadas con los acontecimientos extraordinarios de la vida de Cleopatra. Este podría ser el caso del Picnic en un patio de palacio (En Jean Moust en 2018), que posiblemente representa un pícnic de Cleopatra y Marco Antonio. Otras obras, como la Perspectiva de un palacio italiano animado con figuras y celebraciones galantes (posiblemente 1690, Musee des beaux-arts de Valenciennes), no parecen representar una historia concreta. El cuadro muestra a elegantes figuras en una terraza ante un edificio palaciego que contemplan un espectáculo de danza a cargo de un bailarín negro que sostiene en su brazo un guacamayo rojo con las alas abiertas. Sostiene dos perros con correa que parecen correr al ritmo de la danza. Dos músicos tocan instrumentos de cuerda en la terraza de la derecha, mientras que los espectadores están sentados bajo una balaustrada a la derecha.

Arquitectura palaciega con iluminación nocturna y numerosas figuras
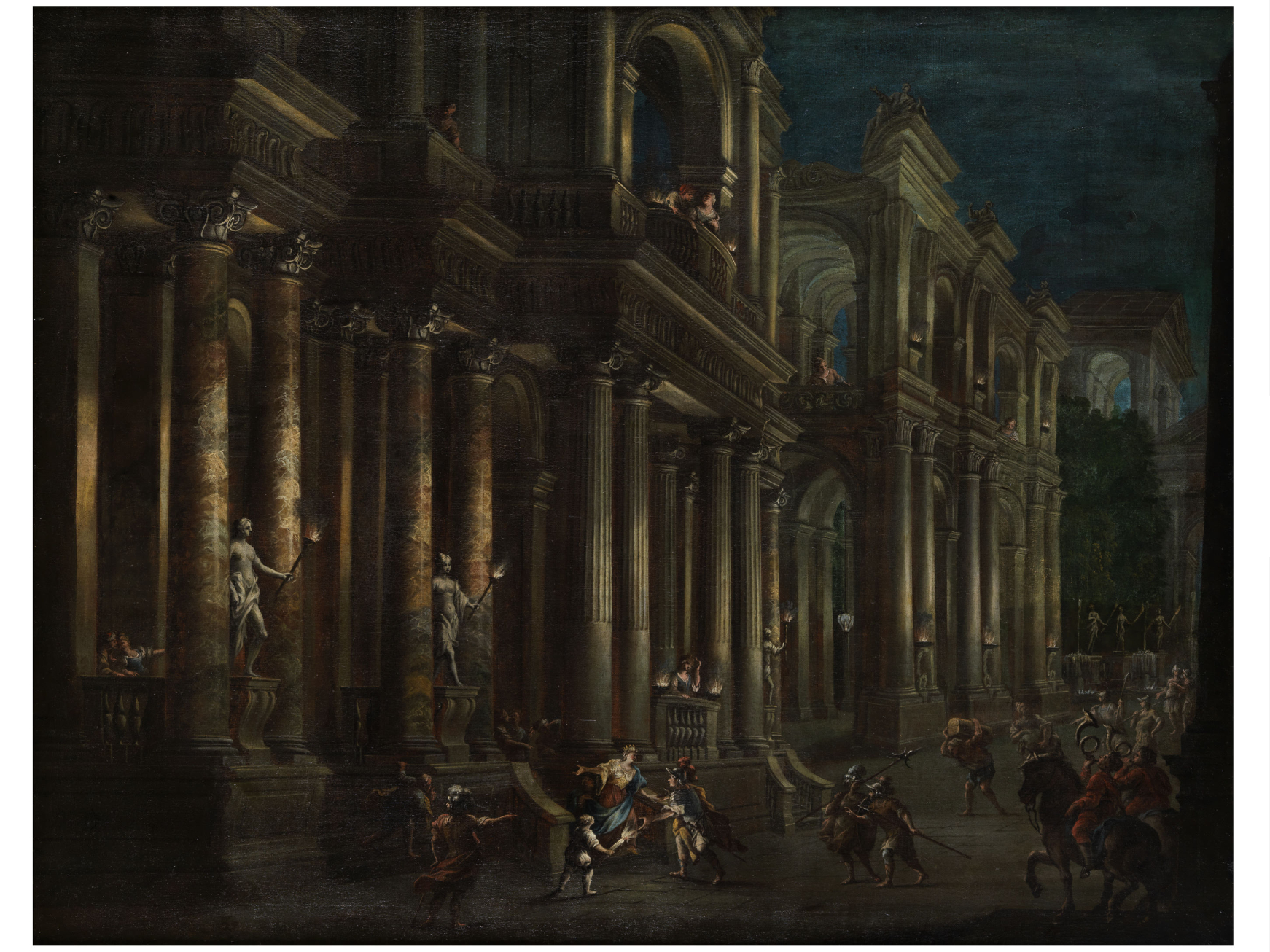
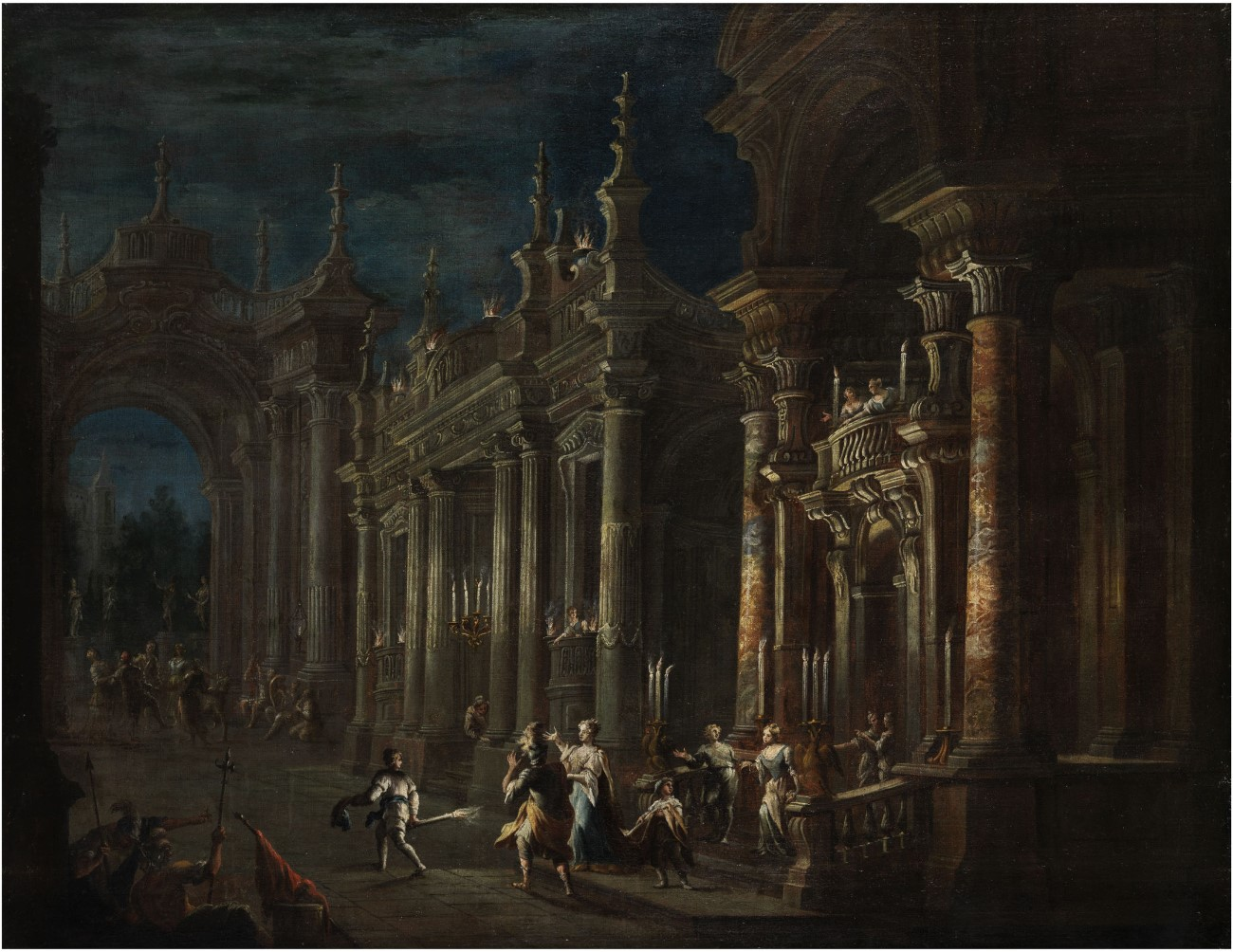

El hecho de que sus obras estén destinadas principalmente a impresionar al espectador a través de sus proezas técnicas de perspectiva arquitectónica, la iluminación dramática y las escenas misteriosas con figuras fantásticas es evidente en el par de pinturas que representan la arquitectura de un palacio con iluminación nocturna y numerosas figuras (subastado en Hampel el 28 de septiembre de 2017, Colonia, lote 739). Ambas composiciones de gran formato (119 x 147 cm) representan un pórtico monumental ante el que se reúne una elegante compañía. Fueron concebidas como homólogas para ser expuestas una al lado de la otra. Las fastuosas arquitecturas del palacio se sitúan respectivamente a la izquierda y a la derecha en cada composición y desaparecen en la distancia con un escorzo en la parte posterior. Las columnas redondas estriadas de mármol teñido con diversos capiteles, las cornisas y los balcones están iluminados por la luz artificial que emana de las antorchas, sostenidas por estatuas y jarrones de piedra, así como por personas que sostienen antorchas encendidas. La escena de la composición que cuelga a la izquierda puede referirse a la historia de la llegada de la reina de Saba, que está de pie con su corona en la escalera mientras los sirvientes llevan equipaje y cajas de tesoros. El significado de la segunda obra aún no se entiende.
Una composición de Saeys en la colección del Louvre denominada Comida de caza se diferencia de sus otros trabajos en que representa a una compañía elegante en un paisaje en lugar de frente a un palacio imaginario.